# Valerio Cassano
Valerio Cassano (Napoli, 16 giugno 1949) è un pittore italiano e uno dei rappresentanti del realismo atemporale.

## Biografia
Valerio Cassano è nato a Napoli nel 1949. Vive e lavora a Milano. Ha compiuto gli studi umanistici presso l'Università di Salerno laureandosi nel 1974 in Storia dell'Arte Moderna e Contemporanea.
È stato riconosciuto tra i migliori protagonisti sulla scena italiana a partire dal 1977, quando tenne la sua prima personale alla Galleria Cannaviello di Roma, seguita dalla partecipazione alla Biennale d'Arte di Venezia del 1984 su invito di Flavio Caroli.
Aderente al movimento artistico del realismo, nel corso degli anni Ottanta la sua ricerca pittorica è andata focalizzandosi in ambito prevalentemente visionario, per culminare nel 1990 con l'esposizione al Serrone della Villa Reale a Monza su invito di Paolo Biscottini.
È seguito poi un periodo di allontanamento dal mondo delle esposizioni durante il quale l'artista si è interrogato sulle sorti della pittura contemporanea.
Il 2004, con le esposizioni di Napoli e Milano, segna il ritorno di Cassano con maggiore maturità professionale.
Numerosi cataloghi e articoli apparsi su quotidiani, settimanali e riviste specializzate, documentano la sua attività artistica.
Di lui e delle sue opere hanno scritto critici e storici d'arte tra i quali Adriano Altamira, Paolo Biscottini, Luciano Caramel, Flavio Caroli, Mauro Mancia, Filiberto Menna, Ida Panicelli, Demetrio Paparoni, Francesco Tedeschi.
Le sue opere sono presenti in molteplici collezioni private; alcuni dipinti sono stati acquistati da enti pubblici e musei tra cui il MAGA (Museo d'Arte di Gallarate) - Collezione permanente Galleria d'Arte Moderna e Contemporanea "Silvio Zanella".
Dal 2017 partecipa assiduamente come artista live agli Yamaha Silent Concert Wifi del Maestro Andrea Vizzini.

## Mostre personali
- 1977 Galleria Cannaviello - Roma
- 1978 Galleria Taide Spazio Per - Salerno
- 1979 Galleria Cannaviello - Milano
- 1981 Galleria Arco d'Alibert - Roma
- 1981 Mercato del Sale - Milano
- 1981 Galleria Trisorio - Napoli
- 1984 Studio Cristofori - Bologna
- 1985 Galleria Campanile - Bari
- 1988 Galleria Sauro Bocchi - Roma
- 1988 Galleria Campanile - Bari
- 1989 Centro Culturale Belvedere - San Leucio
- 1990 Serrone di Villa Reale - Monza
- 1993 Galleria Opera Prima - Monza
- 2007 Galleria Antonio Battaglia - Milano
- 2012 Museo Diocesano - Milano

## Mostre collettive
- 1979 Loggetta Lombardesca - Museo d'Arte - Ravenna
- 1979 Studio Marconi "Il nuovo contesto"- Milano
- 1980 Palazzo Cuttica - Alessandria
- 1980 Triennale di Milano - "Nuova Immagine" - Milano
- 1980 Galleria Nazionale d'Arte Moderna e Contemporanea - Arte e Critica 1980 - Roma
- 1981 Palazzo delle Esposizioni - "Linee della ricerca artistica in Italia 1960/1980" - Roma
- 1981 Castel Sant'Elmo - "One man show" - Napoli
- 1984 Biennale d'Arte di Venezia - "Aperto '84" - Venezia
- 1985 Galleria Comunale d'Arte Moderna - "Anniottanta" - Bologna
- 1986 Palazzo delle Albere - "Dopo il Concettuale" - Trento
- 1987 Civica Galleria d'Arte Moderna di Gallarate - "Premio Nazionale Città di Gallarate" - Gallarate
- 2004 Casina Pompeiana - "Diversione" - Napoli
- 2004 Galleria Antonio Battaglia - Milano